# Primera División 1969 (Argentinië)
In 1969 werd het 39ste profseizoen gespeeld van de Primera División, de hoogste voetbaldivisie van Argentinië. In totaal was dit het 78ste seizoen. Chacarita Juniors werd kampioen van de Metropolitano en Boca Juniors van de Nacional.

## Metropolitano

### Groep A
| Plaats | Club                        | Wed. | W  | G | V  | Saldo | Ptn. |
| ------ | --------------------------- | ---- | -- | - | -- | ----- | ---- |
| 01.    | CA Boca Juniors             | 22   | 12 | 6 | 4  | 34:11 | 30   |
| 02.    | Chacarita Juniors           | 22   | 13 | 4 | 5  | 33:26 | 30   |
| 03.    | Vélez Sarsfield             | 22   | 9  | 8 | 5  | 36:24 | 26   |
| 04.    | CA Independiente            | 22   | 10 | 5 | 7  | 28:25 | 25   |
| 05.    | CA San Lorenzo de Almagro   | 22   | 10 | 3 | 9  | 37:27 | 23   |
| 06.    | CA Lanús                    | 22   | 8  | 7 | 7  | 37:34 | 23   |
| 07.    | Gimnasia y Esgrima La Plata | 22   | 10 | 3 | 9  | 28:27 | 23   |
| 08.    | CA Rosario Central          | 22   | 6  | 9 | 7  | 18:24 | 21   |
| 09.    | CA Banfield                 | 22   | 6  | 8 | 8  | 24:36 | 20   |
| 10.    | Colón de Santa Fe           | 22   | 4  | 6 | 12 | 22:43 | 14   |
| 11.    | CA Atlanta                  | 22   | 2  | 5 | 15 | 18:37 | 9    |

|  | Gekwalificeerd voor halve finale |

### Groep B
| Plaats | Club                    | Wed. | W  | G  | V  | Saldo | Ptn. |
| ------ | ----------------------- | ---- | -- | -- | -- | ----- | ---- |
| 01.    | Racing Club             | 22   | 14 | 7  | 1  | 45:16 | 35   |
| 02.    | CA River Plate          | 22   | 12 | 7  | 3  | 35:21 | 31   |
| 03.    | Estudiantes de La Plata | 22   | 11 | 5  | 6  | 33:24 | 27   |
| 04.    | CA Huracán              | 22   | 8  | 8  | 6  | 38:29 | 24   |
| 05.    | CA Platense             | 22   | 8  | 7  | 7  | 33:32 | 23   |
| 06.    | Quilmes AC              | 22   | 8  | 6  | 8  | 28:34 | 22   |
| 07.    | CA Newell’s Old Boys    | 22   | 5  | 11 | 6  | 24:28 | 21   |
| 08.    | Unión de Santa Fe (P)   | 22   | 7  | 5  | 10 | 22:26 | 19   |
| 09.    | Argentinos Juniors      | 22   | 2  | 9  | 11 | 17:29 | 13   |
| 10.    | Deportivo Morón (P)     | 22   | 5  | 3  | 14 | 16:38 | 13   |
| 11.    | CA Los Andes            | 22   | 1  | 10 | 11 | 24:39 | 12   |

|     | Gekwalificeerd voor halve finale |
| (P) | Promovendus                      |

### Halve finale
|        |             |       |                      |              |
| 2 juli | Racing Club | 0 – 1 | CA Chacarita Juniors | La Bombonera |
| 2 juli |             |       |                      | La Bombonera |

|        |                 |       |                |             |
| 3 juli | CA Boca Juniors | 0 – 0 | CA River Plate | El Cilindro |
| 3 juli |                 |       |                | El Cilindro |

Ondanks een gelijkspel ging River Plate door omdat het in de competitie meer punten behaalde.

### Finale
|        |                      |       |                |             |
| 6 juli | CA Chacarita Juniors | 4 – 1 | CA River Plate | El Cilindro |
| 6 juli |                      |       |                | El Cilindro |

### Topscorers
| Speler              | Speler                  | Goals | Team                    |
| ------------------- | ----------------------- | ----- | ----------------------- |
| Vlag van Brazilië   | Wálter Machado da Silva | 14    | Racing Club             |
| Vlag van Paraguay   | Bernardo Acosta         | 13    | Lanús                   |
| Vlag van Argentinië | Eduardo Flores          | 12    | Estudiantes de La Plata |
| Vlag van Argentinië | Omar Wehbe              | 12    | Vélez Sarsfield         |
| Vlag van Argentinië | Roque Avallay           | 10    | Newell's Old Boys       |

## Nacional
| Plaats | Club                      | Wed. | W  | G | V  | Saldo | Ptn. |
| ------ | ------------------------- | ---- | -- | - | -- | ----- | ---- |
| 01.    | Boca Juniors              | 17   | 13 | 3 | 1  | 35:11 | 29   |
| 02.    | River Plate               | 17   | 11 | 5 | 1  | 34:11 | 27   |
| 03.    | CA San Lorenzo            | 17   | 12 | 3 | 2  | 41:18 | 27   |
| 04.    | CA Independiente          | 17   | 11 | 3 | 3  | 36:14 | 25   |
| 05.    | Quilmes AC                | 17   | 9  | 1 | 7  | 35:30 | 19   |
| 06.    | CA Vélez Sarsfield        | 17   | 6  | 7 | 4  | 22:14 | 19   |
| 07.    | Chacarita Juniors         | 17   | 6  | 6 | 5  | 26:26 | 18   |
| 08.    | Racing Club               | 17   | 7  | 3 | 7  | 25:20 | 17   |
| 09.    | CA Huracán                | 17   | 7  | 3 | 7  | 22:18 | 17   |
| 10.    | Estudiantes de La Plata   | 17   | 7  | 2 | 8  | 26:26 | 16   |
| 11.    | CA Talleres               | 17   | 6  | 2 | 9  | 22:35 | 14   |
| 12.    | San Martín de Mendoza     | 17   | 3  | 8 | 6  | 17:30 | 14   |
| 13.    | Sportivo Desamparados     | 17   | 5  | 3 | 9  | 28:38 | 13   |
| 14.    | CA Lanús                  | 17   | 5  | 2 | 10 | 18:24 | 12   |
| 15.    | CA Platense               | 17   | 2  | 6 | 9  | 25:35 | 10   |
| 16.    | Unión de Santa Fe         | 17   | 2  | 6 | 9  | 17:26 | 10   |
| 17.    | San Martín de Tucumán     | 17   | 2  | 5 | 10 | 14:41 | 9    |
| 18.    | San Lorenzo Mar del Plata | 17   | 3  | 2 | 12 | 18:44 | 8    |

|  | Kampioen |

### Topscorers
| Speler              | Speler          | Goals | Team            |
| ------------------- | --------------- | ----- | --------------- |
| Vlag van Argentinië | Carlos Bulla    | 14    | Platense        |
| Vlag van Argentinië | Rodolfo Fischer | 14    | San Lorenzo     |
| Vlag van Argentinië | Oscar Más       | 13    | River Plate     |
| Vlag van Argentinië | Héctor Yazalde  | 13    | Independiente   |
| Vlag van Argentinië | Carlos Bianchi  | 12    | Vélez Sarsfield |